# Bernard Becaas
Bernard Becaas est un ancien coureur cycliste français, né le 23 mai 1955 à Oloron-Sainte-Marie (Pyrénées-Atlantiques) et mort le 25 août 2000 à Lasseube où il résidait, à la suite d'un accident de moto.

## Biographie
Bernard Becaas commence le cyclisme en catégorie cadet au FC Oloron cyclisme. Il remporte un titre de champion d'Aquitaine en 1972. Amateur, il remporte en 1976 Paris-Rouen et en 1977 le Grand Prix de Nice ainsi que deux étapes du Tour de l'Avenir.
Il est ensuite professionnel de 1978 à 1983. Il remporte notamment une étape du Tour d'Italie 1982. Il est un des lieutenants de Bernard Hinault et de Laurent Fignon. 
Il mesurait 1,67 m.
En son hommage, se déroule tous les ans depuis 2002 une cyclo-sportive nommée le Souvenir Bernard Becaas. Elle est organisée par sa famille pendant dix ans. Après une interruption en 2012, elle est reprise par le FC Oloron cyclisme depuis 2013,.

## Palmarès

### Palmarès amateur
- Amateur
  - 1970-1977 : 80 victoires

- 1972
  - Champion d'Aquitaine juniors

- 1975
  - 2 étapes du Tour de La Réunion

- 1976
  - Paris-Rouen

- 1977
  - Grand Prix Récapet
  - 4e étape du Tour du Béarn
  - 1re étape du Tour de l'Yonne
  - 3e et 5e étapes du Tour de l'Avenir
  - 2e du Critérium de La Machine

### Palmarès professionnel
| - 1978 - 2e du Grand Prix de la côte normande - 1979 - Grand Prix de la côte normande - 2e du Grand Prix d'Aix-en-Provence - 1980 - Châteauroux-Limoges - 3e du Grand Prix de Plouay | - 1981 - 2e étape du Tour de l'Aude - 3e du Tour de l'Aude - 1982 - 1re (contre-la-montre par équipes) et 12e étapes du Tour d'Italie - 2e du Tour de Vendée |

## Résultats sur les grands tours

### Tour de France
4 participations
- 1979 : 42e
- 1980 : 76e
- 1981 : 68e
- 1983 : abandon (14e étape)

### Tour d'Italie
2 participations
- 1980 : 49e
- 1982 : abandon (19e étape), vainqueur des 1re (contre-la-montre par équipes) et 12e étapes

### Tour d'Espagne
2 participations
- 1978 : 36e
- 1983 : 59e